# Johan Smit (wethouder)

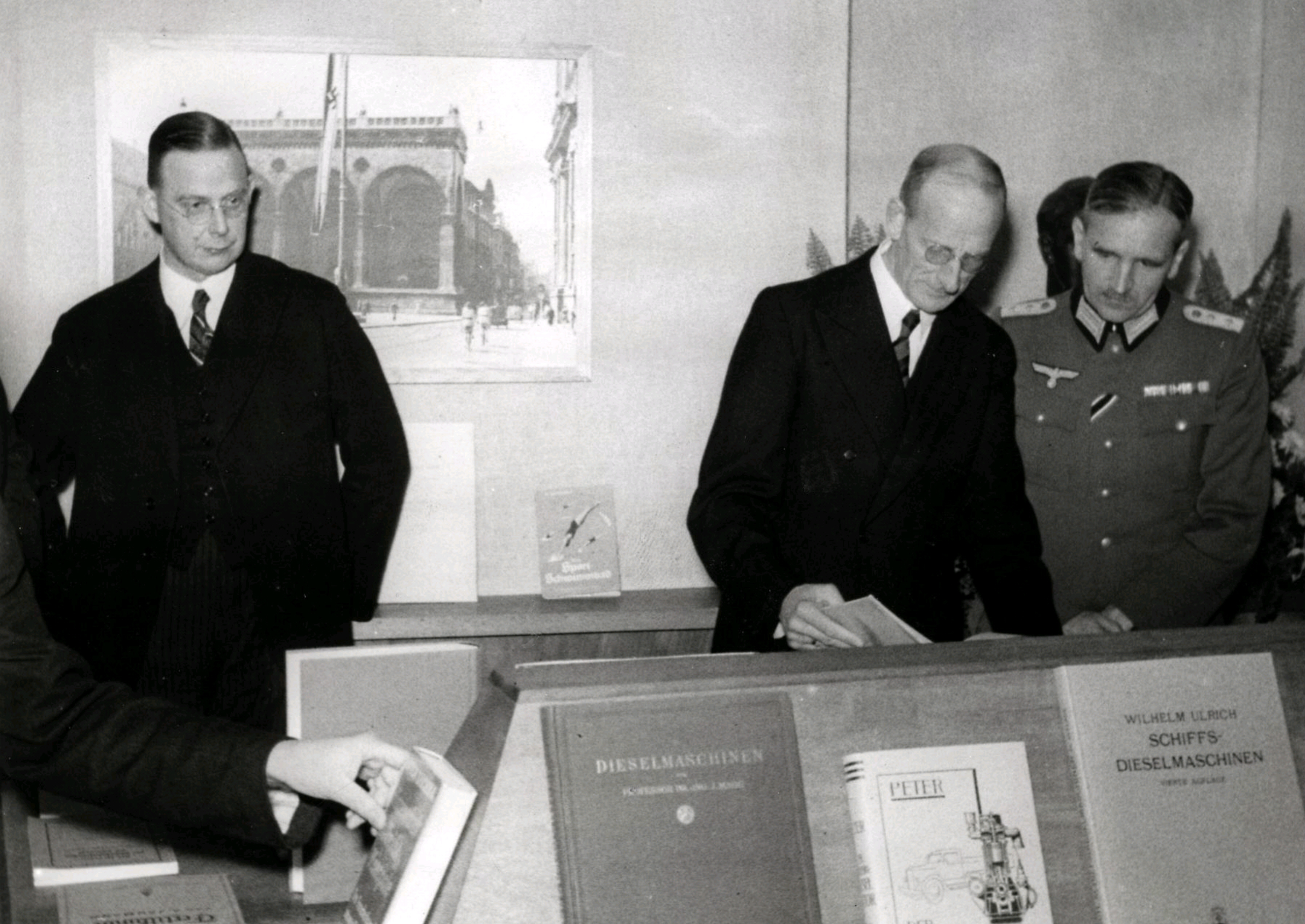
Johan Smit in het midden op 17 november 1941, opening tentoonstelling "Het wetenschappelijke Duitse boek”

Johan Smit (Leiden, 5 juli 1884 – Amsterdam, 17 mei 1951) was een wethouder in Amsterdam tijdens Tweede Wereldoorlog. 
Hij was zoon van winkelbediende Boudewijn Johannes Smit en Hendrica Heymans. Hijzelf was vanaf 24 december 1913 getrouwd met Apollonia Willemina Mathilda Zandvliet. Dochter Johanna Hendrika Smit trouwde in 1942 met zeiler Joop Carp.
Na de lagere en middelbare school ging Smit studeren aan de Universiteit van Amsterdam, al waar hij Franse letteren studeerde onder professor G. Cohen. Hij studeerde in 1929 af op Bilderdijk et la France.
Al in 1919 werd hij leraar van een christelijke HBS in Amsterdam. Hij werd in 1929 benoemd tot rector van het toen net geopende Hervormd Lyceum Zuid, dat onder zijn toezicht sterk uitbreidde. Hij was voorts inspecteur van de scholen voor christelijk volksonderwijs. Smit was in die jaren ook auteur van Tegen den stroom op (1938, H.J.W. Becht) en Open vensters (1940, H.J.W. Becht).
In die hoedanigheid van schoolhoofd werd hij op 1 september 1941 door de Duitse bezetter aangestelde regeringscommissaris (burgemeester) Edward Voûte aangesteld als NSB-wethouder voor onderwijs, kunsten en wetenschappen met interimfuncties bij Arbeidszaken, statistiek etc. 
Uiteraard volgde in mei 1945 direct ontslag als wethouder. Hij werd daarna gedetineerd in Kamp Crailo nabij Laren (Noord-Holland). In november 1948 moest hij voor het "Amsterdams Bijzonder Gerechtshof" verschijnen voor zijn uitlatingen tijdens die oorlog. Hij had pro-Duits gepubliceerd in De Telegraaf, De Waag, Luistergids en Het Nationale Dagblad. De publicaties spraken zijn eigen houding tegen, dat hij voornamelijk voorstander was geweest van een verenigd Europa onder Duitse leiding. Hij zou met lede ogen hebben gezien, dat dat uit de hand gelopen was. Uit de publicaties werd aangehaald dat hij minachtende artikelen had geschreven over Joodse Nederlanders, waaronder Joodse Nederlanders, waaronder collegawethouders en kantonrechters. Er kwam ook een citaat van hem naar voren waarin hij de Wehrmacht had omschreven als “vriendenhand” . De rechtbank duidde hem als “intellectuele wegbereider van het nationaalsocialisme”. Tegen Smit, die niet in staat was naar het gerechtshof in Amsterdam te komen, werd twaalf jaar gevangenisstraf geëist. Hij werd even later veroordeeld tot negen jaar met aftrek en ontzetting uit de rechten voor het leven. 
Die tijd was hem niet gegeven; hij overleed in 1951. Hij werd begraven op De Nieuwe Ooster, zijn vrouw volgde in 1970.
Johan Smit gaf mede opdracht aan Frans Werner voor een beeld van Jan Pieterszoon Sweelinck dat van 1944 tot 1946 op het Valeriusplein stond en daarna in opslag verdween en uiteindelijk vernietigd werd.